# Hot Like Fire
"Hot Like Fire" é uma canção da cantora norte-americana Aaliyah, presente em seu segundo álbum de estúdio, One in a Million (1996). A canção foi escrita por Missy Elliott e Timbaland, com o último sendo o produtor. Em 1997, a canção foi regravada e lançada como quinto e último single de One in a Million, simultaneamente com "The One I Gave My Heart To", pela Blackground e Atlantic Records em 16 de setembro de 1997.
Musicalmente, a versão do álbum é uma canção trip-hop, ao passo que a versão regravada contém maiores influências de funk e vocais adicionais de Timbaland. Em termos de letra, a canção é sexualmente sugestiva, com a narradora  prometendo a um amante em potencial que ela vale a pena esperar.
Após seu lançamento, a canção foi recebida com avaliações geralmente positivas dos críticos musicais, com muitos elogiando os vocais de Aaliyah e sua produção. Nos Estados Unidos, "Hot Like Fire" não figurou em nenhuma das principais tabelas da Billboard, sendo amplamente ofuscada pelo seu lado A, "The One I Gave My Heart To", tendo alcançado a posição 31 na parada US R&B/Hip-Hop Airplay. Internacionalmente, atingiu a 30ª posição na UK Singles Chart.
O videoclipe de "Hot Like Fire" foi dirigido por Lance "Un" Rivera, retratando Aaliyah em um cenário de festa com tema vermelho. Apresenta participações especiais de Timbaland, Missy Elliot, Lil' Kim e outras celebridades. O clipe recebeu aclamação da crítica, com muitos críticos notando que o vídeo ajudou a dar vida à canção.

## Composição e interpretação lírica
"Hot Like Fire" é descrita como um "criadora de bebês minimalista e ofegante" com letras sugestivas. A produção da música foi descrita como uma "batida amigável". De acordo com Emily Manning do i-D, "'Hot Like Fire' apresenta uma batida vibrante, comovente e vibrante (além de um ad-lib improvisado de Tim extraído de "Tom's Diner" de Suzanne Vega)". Em "Hot Like Fire" Aaliyah "cantarola e promete a seu novo amor que sua paciência será recompensada". "Entregando as falas "Eu sei que você está esperando, você está esperando há muito tempo por mim / Mas se você esperar um pouco mais, é assim que vai ser", Aaliyah promete estar quente e pronta para seu amante paciente nesta oferta inicial atraente".

## Recepção da crítica
Shannon Marcec da Complex sentiu que a versão single regravada de "Hot Like Fire" era melhor do que a versão original. Marcec disse "Nada contra a versão original de "Hot Like Fire", mas o "Timbaland's Groove Mix" era 10 vezes melhor". Marcec também elogiou a produção da canção e os vocais de Aaliyah dizendo, "Timbaland apresenta outra faixa fascinante, beatboxing "Tom's Diner" de Susanne Vega, enquanto Aaliyah traz sua voz melódica e seu estilo habitualmente sexy". Bianca Gracie da Fuse elogiou a música, ela sentiu que a versão remix que foi usada como single era melhor do que a versão do álbum. Ela também sentiu que o produtor Timbaland "adicionou seu toque mágico de hip-hop à faixa quente, que foi ancorada pelos vocais descontraídos de Aaliyah.

## Desempenho nas tabelas musicais
"Hot Like Fire" foi lançada simultaneamente com "The One I Gave My Heart To". Nos EUA, "Hot Like Fire" não entrou em nenhuma das paradas principais da Billboard, com exceção da R&B/Hip-Hop Airplay. A canção atingiu a 31ª posição da R&B/Hip-Hop Airplay em 16 de agosto de 1997. Internacionalmente a canção teve um desempenho moderadamente melhor, atingindo a 30ª posição da UK Singles Chart, e as posições de número 25 e 3 na UK Dance e UK R&B, respectivamente.

## Clipe

### Sinopse
O videoclipe foi dirigido por Lance "Un" Rivera. Fatima Robinson dirigiu a coreografia. Missy Elliott, Timbaland, Magoo, Playa, Changing Faces, Lil' Kim e Junior M.A.F.I.A. fizeram participações especiais no vídeo. O vídeo usou a versão remix da música do, em vez da versão do álbum. O vídeo começa com um grande número de pessoas em um bairro urbano em um dia muito quente de verão. Aaliyah dirige um carro vermelho com viatura de bombeiros. O cenário muda rapidamente para a noite quando Aaliyah sai do carro para apresentar o refrão em um palco úmido com faíscas ao fundo. Durante o segundo verso, Aaliyah é vista dançando com a multidão. Aaliyah retorna ao palco com os dançarinos para executar o refrão novamente. Timbaland executa seus versos e Missy Elliott executa seus versos.

### Recepção
O clipe de "Hot Like Fire" estreou em 24 de agosto de 1997 no canal BET. Em 24 de Agosto de 1997, o videoclipe estreou em outros canais como MTV e The Box. Eventualmente, na semana de 21 de setembro de 1997, o videoclipe foi o 8º mais tocado no BET. Emily Manning do i-D sentiu que o videoclipe foi "subestimado" considerando as participações especiais do vídeo, ela também mencionou que o vídeo "apresenta o pico do estilo de rua de Aaliyah: tons rosa e camuflagens folgadas".

## Legado
Em 2013, a cantora americana de R&B Solange Knowles e o grupo britânico Indie Pop The xx fizeram um cover de "Hot Like Fire" no Coachella. O baixista Oliver Sim cantou o primeiro verso da música enquanto seu membro do grupo Romy Madley Croft o apoiava na performance. Solange apareceu durante a performance em uma "regata branca brilhante e saia rosa fluorescente" para se juntar ao The xx. Jeff Benjamin da Fuse elogiou a performance dizendo "Os vocais doces de Solange soaram em casa na versão xx da faixa de Aaliyah. E estava tão claro que Solange estava se divertindo enquanto dançava no palco, rindo no microfone e agitando os braços". O cover da música foi um aceno para as raízes modernas do R&B do grupo que é infundido em seu "som despojado". Em 2016, a rapper Nicki Minaj interpolou "Hot Like Fire" em sua canção "Black Barbies" com a linha "oh no, no, no, no".
Em 2020, a Billboard classificou Aaliyah na 56ª posição da lista dos 100 Melhores Artistas de Videoclipe de Todos os Tempos e fez uma menção honrosa ao clipe de "Hot Like Fire", afirmando ser o single mais injustiçado da cantora.

## Tabelas musicais
| Tabelas musicais (1997-1998)                                             | Melhor posição |
| ------------------------------------------------------------------------ | -------------- |
| Escócia (OCC) · Com "The One I Gave My Heart To"                         | 88             |
| Estados Unidos - Mainstream R&B/Hip-Hop Airplay (Billboard)              | 25             |
| Estados Unidos - R&B/Hip-Hop Airplay (Billboard)                         | 31             |
| Reino Unido - UK Dance (OCC) · Com "The One I Gave My Heart To"          | 25             |
| Reino Unido - UK R&B (OCC) · Com "The One I Gave My Heart To"            | 3              |
| Reino Unido - UK Singles Charts (OCC) · Com "The One I Gave My Heart To" | 30             |

| Tabelas musicais (2021)                                     | Melhor posição |
| ----------------------------------------------------------- | -------------- |
| Estados Unidos - R&B Digital Song Sales (Billboard)         | 9              |
| Estados Unidos - R&B/Hip-Hop Digital Song Sales (Billboard) | 14             |